# Генерал армии (США)
Генерал армии (англ. General of the Army) — высшее воинское звание высшего офицерского состава (пятизвёздный генерал армии) в Сухопутных войсках США, аналогичное званию фельдмаршала или маршала в других странах. Соответствует званию «Адмирал флота» в ВМФ США и званию «Генерал ВВС» в ВВС США.

Погон генерала армии на повседневный китель синего цвета

В США, стране с республиканскими традициями, никогда не было фельдмаршальского или маршальского звания (ассоциировавшегося с монархическим строем), и серьёзные попытки ввести его не предпринимались. 
Конгресс установил высшее воинское звание «генерал армии» (англ. General of the Army) 25 июля 1866 года для генерала Гражданской войны У. С. Гранта (впоследствии Президента США); в это время оно рассматривалось как персональный почётный титул, присваиваемый лично военачальнику, а не как регулярный прописанный в уставе чин (rank) с особенными знаками различия. 
Одновременно этот титул мог иметь только один военачальник. После отставки Гранта (который был избран Президентом США) с военной службы оно было присвоено Уильяму Т. Шерману (4 марта 1869), а после отставки последнего — Филипу Х. Шеридану (1 июня 1888, незадолго до его смерти).
В 1944 году звание «генерал армии» было учреждено Конгрессом как временное (постоянное с 1946) и в том же году присвоено: 
| • | Джордж Кэтлетт Маршалл | 16 декабря 1944 (постоянное с 23 марта 1946)  |
| • | Дуглас Макартур        | 18 декабря 1944 (постоянное с 11 апреля 1946) |
| • | Дуайт Дэвид Эйзенхауэр | 20 декабря 1944 (постоянное с 11 апреля 1946) |
| • | Генри Харли Арнольд    | 21 декабря 1944 (постоянное с 23 марта 1946)  |

20 сентября 1950 это звание было присвоено также Омару Нельсону Брэдли, но с тех пор не использовалось. После смерти Брэдли в 1981 году генералы армии в Вооружённых силах США не числятся.
Знаки различия, установленные в 1944 году: пять звёзд на погонах, расположенные в круг с касанием лучей, и герб Соединённых Штатов.
Соответствующее военно-морское звание (также введено в 1944 году): адмирал флота, в 1944 году было присвоено адмиралу Честеру Уильяму Нимицу.
С созданием Военно-воздушных сил США в 1947 году также введено звание генерал военно-воздушных сил, 7 мая 1949 оно было присвоено генералу Генри Арнольду (единственный военнослужащий ВВС США, имевший это звание).

## Генерал армий Соединённых Штатов
Существует ещё уникальное высшее звание «генерал армий Соединённых Штатов» (англ. general of the Armies of the United States), не значащееся в уставе и не имеющее утверждённых знаков различия, которое стоит выше, чем генерал армии, но присваивалось только трижды, из них два раза символически и посмертно.